# J.League Cup 2002
Der J.League Cup 2002, offiziell aufgrund eines Sponsorenvertrages mit dem Gebäckhersteller Yamazaki Nabisco nach einer Marke desselben 2002 J.League Yamazaki Nabisco Cup genannt, war die zehnte Ausgabe des J.League Cup, des höchsten Fußball-Ligapokal-Wettbewerbs in Japan.

## Spieler
| Verein               | Spieler |
| -------------------- | --- |
| Consadole Sapporo    | Yōhei Satō (6/0), Ryūji Tabuchi (6/0), Yasuyuki Konno (2/0), Kensaku Ōmori (6/0), Naoki Sakai (3/0), Kōji Yamase (2/0), Hiromi Kojima (2/1), Tomokazu Hirama (6/0), Tsuyoshi Furukawa (6/0), Hitoshi Morishita (6/0), Gakuya Horii (5/0), Takafumi Ogura (6/1), Yūshi Soda (6/0), Kōji Nakao (4/0), Tomohiro Wanami (2/1), Kyōsuke Yoshikawa (3/0), Shin’ya Aikawa (1/0), Tatsunori Arai (3/0), Hiroshi Kichise (6/0) |
| Vegalta Sendai       | Norio Takahashi (3/0), Susumu Watanabe (3/0), Norio Omura (5/0), Tomohiro Katanosaka (4/0), Ricardo (5/0), Naoki Chiba (5/0), Silvinho (6/0), Marcos (2/0), Nobuyuki Zaizen (6/0), Shinji Fujiyoshi (6/1), Teruo Iwamoto (6/0), Kiyomitsu Kobari (3/0), Kazuya Iio (2/0), Yūsuke Mori (4/0), Shin’ya Mitsuoka (3/0), Kazuhiro Murakami (6/1), Hajime Moriyasu (6/1), Satoshi Ōtomo (1/0), Tatsuya Murata (4/0), Takahiro Yamada (2/0) |
| Kashima Antlers      | Akira Narahashi (8/0), Yutaka Akita (8/0), Fabiano (7/0), Kōji Nakata (3/0), Yasuto Honda (9/1), Mitsuo Ogasawara (3/1), Tomoyuki Hirase (5/1), Masashi Motoyama (7/1), Yoshiyuki Hasegawa (8/3), Atsushi Yanagisawa (3/0), Augusto (9/1), Jun Uchida (9/0), Kōji Kumagai (8/0), Tomohiko Ikeuchi (3/0), Hitoshi Sogahata (3/0), Tatsuya Ishikawa (4/0), Takeshi Aoki (7/0), Takuya Nozawa (6/2), Kōsei Nakamura (4/1), Riki Takasaki (6/0), Euller (2/2), Junji Nishizawa (1/0) |
| Urawa Reds           | Yōhei Nishibe (6/0), Nobuhisa Yamada (8/0), Masami Ihara (9/1), Ichiei Muroi (7/0), Toshiya Ishii (7/0), Yūichirō Nagai (4/0), Toshiyuki Abe (1/0), Masahiro Fukuda (9/1), Emerson (6/6), Tuto (8/5), Keita Suzuki (4/1), Harison (5/2), Tatsuya Tanaka (3/0), Hideki Uchidate (9/0), Keisuke Tsuboi (8/0), Norihiro Yamagishi (3/0), Tōru Chishima (1/0), Tadaaki Hirakawa (7/0), Makoto Hasebe (1/0), Ryūji Michiki (6/0) |
| JEF United Ichihara  | Eisuke Nakanishi (4/0), Megumu Yoshida (5/0), Takayuki Chano (5/1), Milinovic (4/2), Yūki Abe (3/0), Shin’ichi Mutō (7/3), Shigetoshi Hasebe (4/0), Katsutomo Ōshiba (1/0), Choi Yong-soo (1/0), Mujcin (3/0), Moravcik (1/0), Tomonori Tateishi (2/0), Mitsutoshi Watada (7/1), Yūto Satō (6/0), Tadatoshi Masuda (6/2), Takenori Hayashi (6/2), Ryō Kushino (5/0), Shinji Murai (5/2), Hideomi Yamamoto (2/0), Naotake Hanyū (5/0), Masataka Sakamoto (7/0), Akihiro Tabata (5/0) |
| Kashiwa Reysol       | Yūta Minami (7/0), Shigenori Hagimura (6/0), Norihiro Satsukawa (5/0), Takeshi Watanabe (7/0), Tomokazu Myōjin (1/0), Sampaio (6/0), Hideaki Kitajima (6/0), Harutaka Ōno (6/2), Nozomu Katō (6/0), Takumi Morikawa (4/0), Mitsuteru Watanabe (6/0), Makoto Sunakawa (3/0), Shunta Nagai (4/0), Arata Sugiyama (1/0), Kensuke Nebiki (7/0), Tomonori Hirayama (6/0), Shin’ya Yabusaki (1/0), Keiji Tamada (2/0), Tadamichi Machida (6/0), Yūji Unozawa (3/0), Edilson (1/0), Ricardinho (1/0) |
| FC Tokyo             | Yōichi Doi (7/0), Teruyuki Moniwa (1/0), Jean (6/0), Mitsunori Yamao (1/0), Takahiro Shimotaira (6/0), Takayuki Komine (2/0), Ryūji Fujiyama (5/0), Kenji Fukuda (7/3), Amaral (6/1), Mitsuhiro Toda (7/1), Yukihiko Satō (3/0), Tetsuya Itō (6/0), Masashi Miyazawa (7/3), Minoru Kobayashi (1/0), Masatoshi Matsuda (1/0), Kelly (6/1), Akira Kaji (6/0), Daisuke Hoshi (5/0), Kazuyoshi Suwazono (2/0), Kazuya Maeda (3/0), Yūta Baba (3/0), Oh Jang-eun (1/0), Marcelo (1/0), Naohiro Ishikawa (3/0) |
| Tokyo Verdy 1969     | Daijirō Takakuwa (5/0), Takuya Yamada (6/1), Kentarō Hayashi (4/0), Toshimi Kikuchi (1/0), Edmundo (6/5), Tsuyoshi Kitazawa (2/0), Marquinhos (5/1), Hideki Nagai (3/0), Seitarō Tomisawa (2/0), Kōichi Sugiyama (3/0), Naoto Sakurai (6/0), Naoki Sōma (6/0), Narita Takaki (6/1), Yoshinari Takagi (1/0), Lopes (5/0), Atsushi Yoneyama (6/0), Takuya Kawaguchi (1/0), Kazuki Hiramoto (4/2), Yūya Sano (3/0), Daigo Kobayashi (6/0), Jun Tamano (1/0) |
| Yokohama F. Marinos  | Tatsuya Enomoto (6/0), Dutra (5/1), Jun Ideguchi (2/0), Yoshiharu Ueno (6/0), Naza (6/0), Akihiro Endō (4/1), Will (6/2), Norihisa Shimizu (6/0), Kazuki Satō (1/0), Kunio Nagayama (6/0), Masahiro Ōhashi (3/0), Ryōsuke Kijima (5/1), Sōtarō Yasunaga (1/0), Hayuma Tanaka (2/0), Yūki Kaneko (4/0), Shōgo Kobara (5/0), Masahiro Kazuma (3/0), Tatsunori Hisanaga (3/0), Kazuyoshi Mikami (4/0) |
| Shimizu S-Pulse      | Masanori Sanada (3/0), Toshihide Saitō (1/0), Takuma Koga (6/0), Kazuyuki Toda (2/0), Yasuhiro Yoshida (7/0), Katsumi Ōenoki (7/0), Teruyoshi Itō (2/0), Alessandro Santos (2/2), Baron (7/2), Masaaki Sawanobori (7/3), Ryūzō Morioka (2/0), Pecelj (4/0), Kōhei Hiramatsu (8/1), Tsuyoshi Tanikawa (1/0), Yoshikiyo Kuboyama (5/3), Keisuke Hada (3/0), Takayuki Yokoyama (6/0), Kōtarō Yamazaki (2/0), Shōhei Ikeda (7/0), Takaya Kurokawa (2/0), Kazumichi Takagi (3/0), Keisuke Ōta (6/1), Daisuke Ichikawa (2/0), Ahn Jung-hwan (1/0), Jun Muramatsu (4/0), Hayato Suzuki (1/0), Jumpei Takaki (1/0), Tatsuya Shiozawa (2/0), Cvitanovic (1/0) |
| Júbilo Iwata         | Van Zwam (5/0), Hideto Suzuki (6/0), Gō Ōiwa (6/0), Takahiro Kawamura (6/1), Makoto Tanaka (1/0), Toshihiro Hattori (1/0), Hiroshi Nanami (5/0), Gral (5/0), Masashi Nakayama (7/3), Toshiya Fujita (7/2), Norihiro Nishi (7/1), Hiromasa Yamamoto (2/0), Nobuo Kawaguchi (7/1), Takahiro Yamanishi (7/0), Zivkovic (5/1), Ryōichi Maeda (2/0), Jō Kanazawa (6/1), Takashi Fukunishi (1/0), Taikai Uemoto (1/0), Tomoaki Seino (1/0) |
| Nagoya Grampus Eight | Keiji Kaimoto (5/1), Yasunari Hiraoka (2/0), Masayuki Ōmori (6/0), Masahiro Koga (6/0), Motohiro Yamaguchi (6/0), Oulida (1/0), Tomoyuki Sakai (6/0), Marcelo (4/3), Ueslei (3/1), Naoki Hiraoka (3/0), Kunihiko Takizawa (6/2), Naoshi Nakamura (5/0), Yasuyuki Moriyama (5/0), Seiji Honda (6/0), Yūsuke Nakatani (4/1), Ryūta Hara (2/0), Tetsuya Okayama (4/0), Taisei Fujita (1/0), Hiroki Mihara (2/0), Atsushi Katagiri (5/1), Kei Yamaguchi (2/2) |
| Kyoto Purple Sanga   | Naohito Hirai (6/0), Hiroshi Noguchi (1/0), Tadashi Nakamura (5/0), Kazuhiro Suzuki (6/0), Kazuki Teshima (1/0), Jin Satō (5/0), Makoto Atsuta (1/0), Teruaki Kurobe (6/1), Daisuke Matsui (2/0), Kiyotaka Ishimaru (5/0), Atsushi Mio (1/0), Shingo Suzuki (6/3), Tomoaki Matsukawa (2/0), Shigeki Tsujimoto (3/0), Shin’ya Tomita (4/1), Yūsaku Ueno (4/0), An Hyo-yeon (5/1), Daisuke Saitō (5/0), Daisuke Nakaharai (5/1), Makoto Kakuda (5/0) |
| Gamba Osaka          | Naoki Matsuyo (5/0), Masao Kiba (8/0), Noritada Saneyoshi (4/0), Satoshi Yamaguchi (8/1), Masahiro Andō (1/0), Marcelinho (6/4), Takahiro Futagawa (7/0), Magrao (8/6), Fabinho (6/0), Masanobu Matsunami (6/0), Shigeru Morioka (8/0), Masashi Ōguro (2/1), Tōru Araiba (8/1), Kōta Yoshihara (6/3), Ryōta Tsuzuki (3/0), Toshihiro Matsushita (1/0), Hideo Hashimoto (7/0), Yasuhito Endō (8/1), Hiroshige Yanagimoto (5/0), Tsuneyasu Miyamoto (2/0) |
| Vissel Kobe          | Makoto Kakegawa (5/0), Kōji Maeda (6/0), Ataliba (6/0), Sidiclei (6/2), Tomo Sugawara (1/0), Kōji Yoshimura (6/0), Masayuki Okano (5/0), Shōji Jō (6/2), Shigeyoshi Mochizuki (6/0), Kazuyoshi Miura (1/0), Ryūji Bando (5/0), Masaya Nishitani (6/0), Naoya Saeki (1/0), Fumiya Iwamaru (1/0), Yukio Tsuchiya (6/0), Mitsunori Yabuta (4/0), Takayuki Yamaguchi (1/0), Daniel (5/1), Yasutoshi Miura (1/0), Takashi Hirano (5/0) |
| Sanfrecce Hiroshima  | Takashi Shimoda (6/0), Shin’ya Kawashima (6/0), Kentarō Sawada (5/0), Hiroyoshi Kuwabara (4/0), Yūichi Komano (2/0), Tulio (5/0), Kōji Morisaki (5/0), Kazuyuki Morisaki (2/0), Yutaka Takahashi (5/2), Chikara Fujimoto (5/2), Kyōhei Yamagata (1/0), Yūki Matsushita (2/0), Naoya Umeda (1/0), Kōsuke Yatsuda (4/0), Susumu Ōki (5/0), Jungo Kōno (2/0), Ri Han-jae (1/0), Hiroto Mogi (1/0), Genki Nakayama (3/0), Hideki Nishimura (1/0), Yoshirō Nakamura (6/0), Billong (6/0), Milo (4/0) |

## Ergebnisse

### Gruppenphase

#### Gruppe A
| Pl. | Verein            | Sp. | S | U | N | Tore    | Diff. | Punkte |
| --- | ----------------- | --- | - | - | - | ------- | ----- | ------ |
| 1.  | Júbilo Iwata      | 6   | 3 | 3 | 0 | 009:200 | +7    | 12     |
| 2.  | Kashiwa Reysol    | 6   | 1 | 4 | 1 | 002:200 | ±0    | 07     |
| 3.  | Vegalta Sendai    | 6   | 1 | 3 | 2 | 004:800 | −4    | 06     |
| 4.  | Consadole Sapporo | 6   | 1 | 2 | 3 | 003:600 | −3    | 05     |

#### Gruppe B
| Pl. | Verein           | Sp. | S | U | N | Tore    | Diff. | Punkte |
| --- | ---------------- | --- | - | - | - | ------- | ----- | ------ |
| 1.  | FC Tokyo         | 6   | 4 | 1 | 1 | 008:300 | +5    | 13     |
| 2.  | Shimizu S-Pulse  | 6   | 4 | 0 | 2 | 009:800 | +1    | 12     |
| 3.  | Tokyo Verdy 1969 | 6   | 2 | 1 | 3 | 010:100 | ±0    | 07     |
| 4.  | Vissel Kobe      | 6   | 0 | 2 | 4 | 005:110 | −6    | 02     |

#### Gruppe C
| Pl. | Verein              | Sp. | S | U | N | Tore    | Diff. | Punkte |
| --- | ------------------- | --- | - | - | - | ------- | ----- | ------ |
| 1.  | JEF United Ichihara | 6   | 3 | 2 | 1 | 014:100 | +4    | 11     |
| 2.  | Gamba Osaka         | 6   | 2 | 2 | 2 | 012:120 | ±0    | 08     |
| 3.  | Yokohama F. Marinos | 6   | 2 | 1 | 3 | 005:800 | −3    | 07     |
| 4.  | Kyoto Purple Sanga  | 6   | 1 | 3 | 2 | 007:800 | −1    | 06     |

#### Gruppe D
| Pl. | Verein               | Sp. | S | U | N | Tore    | Diff. | Punkte |
| --- | -------------------- | --- | - | - | - | ------- | ----- | ------ |
| 1.  | Urawa Reds           | 6   | 4 | 1 | 1 | 012:100 | +2    | 13     |
| 2.  | Kashima Antlers      | 6   | 3 | 0 | 3 | 009:100 | −1    | 09     |
| 3.  | Nagoya Grampus Eight | 6   | 2 | 1 | 3 | 011:900 | +2    | 07     |
| 4.  | Sanfrecce Hiroshima  | 6   | 1 | 2 | 3 | 004:700 | −3    | 05     |

### Finalrunde

#### Viertelfinale
|                     | Ergebnis |                 |
| ------------------- | -------- | --------------- |
| Júbilo Iwata        | 1:2      | Kashima Antlers |
| JEF United Ichihara | 0:3      | Shimizu S-Pulse |
| FC Tokyo            | 1:3      | Gamba Osaka     |
| Urawa Reds          | 1:0      | Kashiwa Reysol  |

#### Halbfinale
|                 | Ergebnis |                 |
| --------------- | -------- | --------------- |
| Kashima Antlers | 2:1      | Shimizu S-Pulse |
| Gamba Osaka     | 2:3      | Urawa Reds      |

#### Finale
|                 | Ergebnis |            |
| --------------- | -------- | ---------- |
| Kashima Antlers | 1:0      | Urawa Reds |